# Kamienna Stara (gromada)
Kamienna Stara (pod koniec Stara Kamienna) – dawna gromada, czyli najmniejsza jednostka podziału terytorialnego Polskiej Rzeczypospolitej Ludowej w latach 1954–1972.
Gromady, z gromadzkimi radami narodowymi (GRN) jako organami władzy najniższego stopnia na wsi, funkcjonowały od reformy reorganizującej administrację wiejską przeprowadzonej jesienią 1954 do momentu ich zniesienia z dniem 1 stycznia 1973, tym samym wypierając organizację gminną w latach 1954–1972.
Gromadę Kamienna Stara z siedzibą GRN w Kamiennej Starej utworzono – jako jedną z 8759 gromad – w powiecie sokólskim w woj. białostockim, na mocy uchwały nr 22/V WRN w Białymstoku z dnia 4 października 1954. W skład jednostki weszły obszary dotychczasowych gromad Kamienna Stara, Kamienna Nowa, Miedzianowo, Nowa Wieś i Osmołowszczyzna ze zniesionej gminy Dąbrowa w tymże powiecie. Dla gromady ustalono 15 członków gromadzkiej rady narodowej.
1 stycznia 1956 roku gromadę przyłączono do nowo utworzonego powiatu dąbrowskiego.
Gromadę Stara Kamienna zniesiono 1 stycznia 1972, a jej obszar włączono do gromady Dąbrowa Białostocka.